# Ghiulovța, Burgas
Ghiulovța (în bulgară Гюльовца) este un sat în comuna Nesebăr, regiunea Burgas,  Bulgaria. 

## Demografie
Componența etnică a satului Ghiulovța
     Turci (27,2%)
     Bulgari (60,07%)
     Nicio identificare (12,01%)
     Altele (0,69%)
La recensământul din 2011, populația satului Ghiulovța era de 1.007 locuitori. Din punct de vedere etnic, majoritatea locuitorilor (60,07%) erau bulgari, cu o minoritate de turci (27,2%). Pentru 12,01% din locuitori nu este cunoscută apartenența etnică.